# Kësterit
Kësterit ist ein selten vorkommendes Mineral aus der Mineralklasse der „Sulfide und Sulfosalze“. Es kristallisiert im tetragonalen Kristallsystem mit der chemischen Zusammensetzung Cu2(Zn,Fe)SnS4 Die in den runden Klammern angegebenen Elemente Zink und Eisen können sich in der Formel jeweils gegenseitig vertreten (Substitution, Diadochie), stehen jedoch immer im selben Mengenverhältnis zu den anderen Bestandteilen des Minerals.

## Etymologie und Geschichte
Erstmals entdeckt wurde Kësterit im Arga-Ynnakh-Khai-Granitmassiv des Jana-Tals nahe der Siedlung Këster (auch Kêster) in der russischen Republik Sacha (Jakutien). Beschrieben wurde das Mineral 1956 von Z. V. Orlova, der es nach dessen Typlokalität benannte.
Typmaterial des Minerals wird im Mineralogischen Museum der Universität Sankt Petersburg (Katalog-Nr. 16188, 16324–16326, 16351, 16352) sowie im St. Petersburger Bergbau-Institut (Katalog-Nr. 163a/2) aufbewahrt.

## Klassifikation
Bereits in der veralteten, aber noch gebräuchlichen 8. Auflage der Mineralsystematik nach Strunz gehörte der Kësterit zur Mineralklasse der „Sulfide und Sulfosalze“ und dort zur Abteilung der „Sulfide mit dem Stoffmengenverhältnis Metall : Schwefel, Selen, Tellur = 1:1“, wo er zusammen mit Barquillit, Briartit, Černýit, Famatinit, Ferrokësterit, Hocartit, Kuramit, Luzonit, Permingeatit, Petrukit, Pirquitasit, Rhodostannit, Sakuraiit, Stannit, Toyohait und Velikit die „Stannitgruppe“ mit der System-Nr. II/C.06 bildete.
Die seit 2001 gültige und von der International Mineralogical Association (IMA) verwendete 9. Auflage der Strunz’schen Mineralsystematik ordnet den Kësterit ebenfalls in die Klasse der „Sulfide und Sulfosalze“ und dort in die Abteilung der „Metallsulfide, M : S = 1 : 1 (und ähnliche)“ ein. Diese Abteilung ist allerdings weiter unterteilt nach den in der Verbindung vorherrschenden Metallen, so dass das Mineral entsprechend seiner Zusammensetzung in der Unterabteilung „mit Zink (Zn), Eisen (Fe), Kupfer (Cu), Silber (Ag) usw.“ zu finden ist, wo es zusammen mit Černýit, Ferrokësterit, Hocartit, Idait, Kuramit, Pirquitasit, Stannit und Velikit die „Stannitgruppe“ mit der System-Nr. 2.CB.15a bildet.
Auch die vorwiegend im englischen Sprachraum gebräuchliche Systematik der Minerale nach Dana ordnet den Kësterit in die Klasse der „Sulfide und Sulfosalze“ und dort in die Abteilung der „Sulfidminerale“ ein. Hier ist er zusammen mit Stannit, Černýit, Briartit, Kuramit, Sakuraiit, Hocartit, Pirquitasit, Velikit, Ferrokësterit und Barquillit in der „Stannitgruppe (Tetragonal: I42m) A2BCS-Typ“ mit der System-Nr. 02.09.02 innerhalb der Unterabteilung „Sulfide – einschließlich Selenide und Telluride – mit der Zusammensetzung AmBnXp, mit (m+n):p=1:1“ zu finden.

## Kristallstruktur

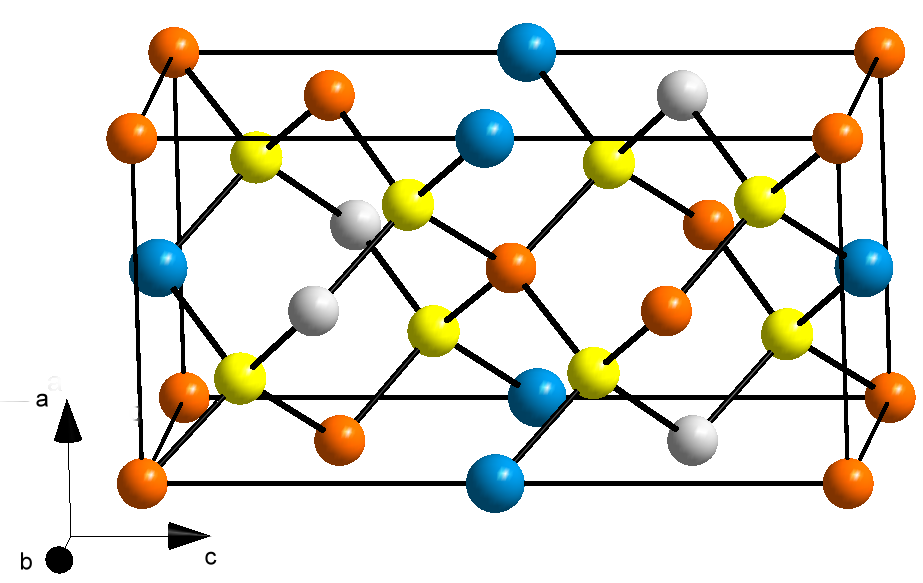
Kristallstruktur von Kësterit (orange: Cu, blau: Sn, grau: Zn/Fe, gelb: S)

Kësterit kristallisiert tetragonal in der Raumgruppe I4 (Raumgruppen-Nr. 82) mit den Gitterparametern a = 5,43 Å und c = 10,87 Å sowie 2 Formeleinheiten pro Elementarzelle.

## Bildung und Fundorte

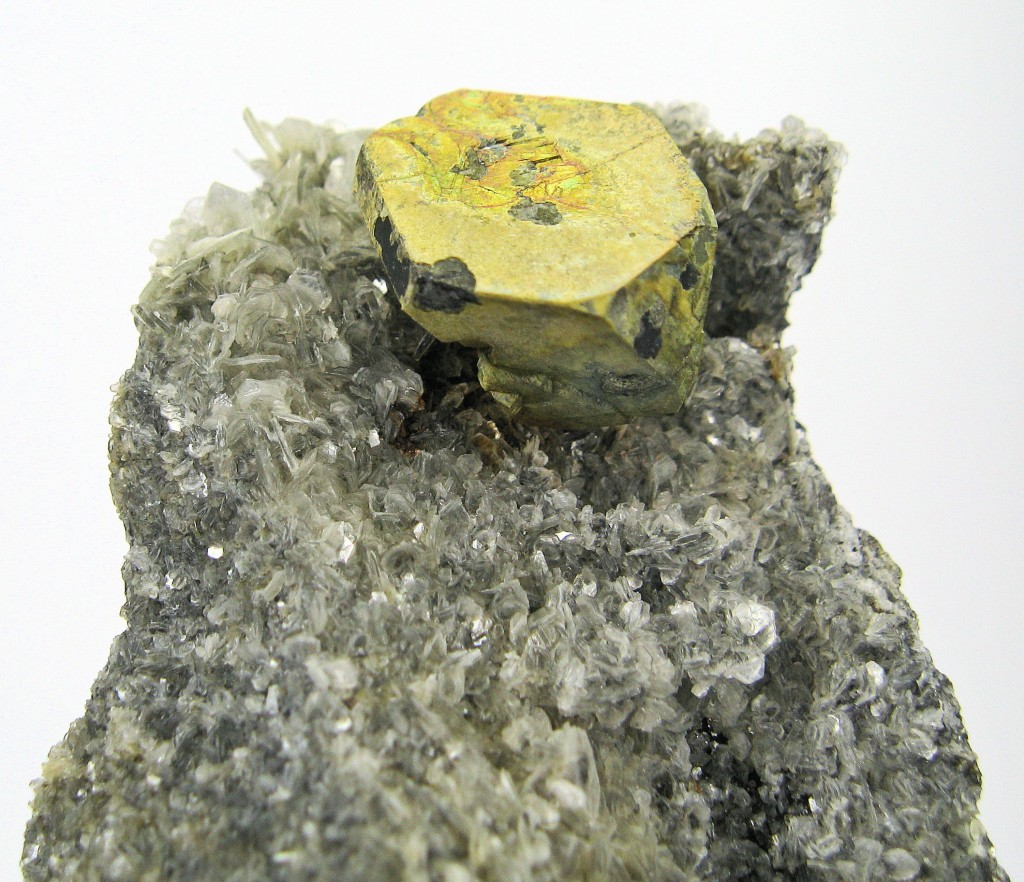
Von Mushistonit überkrusteter Kësterit auf Glimmer vom Berg Xuebaoding, Kreis Pingwu, China (Gesamtgröße der Stufe: 60 mm × 45 mm, Kësteritkristall 15 mm)

Kësterit bildet sich in hydrothermal in Quarz-Sulfid-Äderchen in Zinn-Lagerstätten. Begleitminerale sind unter anderem Arsenopyrit, Chalkopyrit, Chalkosin, Sphalerit, Stannoidit und Tennantit.
Als seltene Mineralbildung konnte Kësterit nur an wenigen Orten nachgewiesen werden, wobei bisher (Stand: 2017) rund 75 Fundorte als bekannt gelten. Neben seiner Typlokalität Këster trat das Mineral in Russland nur noch in der Deputatskoe-Lagerstätte bei Werchojansk auf.
Der einzige bisher bekannte Fundort in Deutschland ist die Grube „Bayerland“ bei Pfaffenreuth in der Gemeinde Leonberg (Oberpfalz) in Bayern.
In Österreich fand sich das Mineral bisher nur am Haidbachgraben nahe Semmering in Niederösterreich und in der Grube „Haagen“ bei Webing in der Salzburger Gemeinde Abtenau.
Bekannte Schweizer Fundorte sind die Grube Lengenbach im Binntal und der Steinbruch La Plâtrière bei Granges (Sierre) im Kanton Wallis.
Weitere Fundorte liegen unter anderem in Argentinien, Bolivien, Bulgarien, China, Finnland, Frankreich, Griechenland, Grönland, Italien, Japan, Kanada, Namibia, Norwegen, Peru, Polen, Portugal, Tschechien, Usbekistan, im Vereinigten Königreich (Großbritannien) und den Vereinigten Staaten von Amerika (USA).